# Myliobatis tenuicaudatus
Myliobatis tenuicaudatus är en rockeart som beskrevs av James Hector 1877. Myliobatis tenuicaudatus ingår i släktet Myliobatis och familjen örnrockor. IUCN kategoriserar arten globalt som livskraftig. Inga underarter finns listade i Catalogue of Life.